# A Király
A Király 2022 és 2023 között vetített  magyar limitált életrajzi drámasorozat, amit Kovács Dániel Richárd, Zomborácz Virág és Kovács István rendezett Zámbó Jimmy élete alapján. A főbb szerepekben Olasz Renátó, Nagy Ervin,  Staub Viktória, Schell Judit, Sipos Vera, Ötvös András, Schruff Milán, Rainer-Micsinyei Nóra, Király Dániel, Laboda Kornél, Csoma Judit, Péterfy Bori és Gyabronka József látható.
A sorozatot 2022. november 16-án az RTL+, míg az RTL az első epizódját 2022. november 27-én mutatta be. 2023. november 20. és december 05. között a sorozat összes epizódját műsorra tűzte az RTL, mely hétfőtől csütörtökig esténként volt látható.

## Cselekmény
A sorozat bemutatja Zámbó Jimmy életét, a karrierje kezdetétől egészen a halála napjáig.

## Szereplők

### Főszereplők
| Név                 | Színész                              | Leírás |
| ------------------- | ------------------------------------ | --- |
| Zámbó Jimmy         | Olasz Renátó (fiatal)                | Énekes |
| Zámbó Jimmy         | Nagy Ervin (idősebb)                 | Énekes |
| Zámbó Jimmy         | Markó Berzsián (gyerek)              | Énekes |
| Zámbó Jimmy         | Peter Šrámek (ének)                  | Énekes |
| Zámbó Edit          | Staub Viktória (fiatal)              | Jimmy második felesége |
| Zámbó Edit          | Schell Judit (idősebb)               | Jimmy második felesége |
| Csoma Vera          | Sipos Vera                           | Jimmy első felesége |
| Zámbó Tihamér       | Ötvös András                         | Jimmy testvérei |
| Zámbó Árpád         | Schruff Milán                        | Jimmy testvérei |
| Zámbó Marietta      | Rainer-Micsinyei Nóra                | Jimmy testvérei |
| Novai Gábor         | Király Dániel                        | énekes, zenész, zenei producer |
| Horváth Attila      | Laboda Kornél                        | dalszövegíró |
| Zámbó Györgyné Anna | Csoma Judit                          | Jimmy, Árpi, Marietta és Tihi édesanyja |
| Lindenmayer Tünde   | Péterfy Bori                         | rendőr. |
| Erdős Péter         | Gyabronka József                     | A Magyar Hanglemezgyártó Vállalat vezetője |
| Túri Lajos Lui      | Mesterházy Gyula Weisz Viktor (ének) | Jimmy zenész barátja |
| Zámbó Krisztián     | Georgita Máté Dezső                  | Jimmy és Vera fia |
| Zámbó Krisztián     | Markó Kunó (gyerek)                  | Jimmy és Vera fia |
| Büttner Anikó       | Herczeg Adrienn                      | A Casanova bár tulajdonosa |
| Torma Szilárd       | Borsányi Dániel                      | rendőr |
| Prodán              | Anger Zsolt                          | Anikó és Jimmy alvilági barátja. |
| Háfra Mari          | Bíró Panna Dominika                  | Jimmy szeretője |
| Vilmányi György     | Lengyel Tamás                        | Erdős Péter titkára, később az Hanglemezgyártó Vállalat igazgatója. A személyéről szóló lejárató cikk megjelenése után nem sokkal kiugrik az irodája ablakából és meghal. |
| Haán Péter          | Szabó Kimmel Tamás                   | Háfra Mari ismerőse, fotós. |
| Faragó Sándor       | Tarján Péter                         | |
| Gál elvtárs         | Mészáros Máté                        | |
| Tom                 | Orosz Ákos                           | Anikó után ő lesz a Casanova bár tulajdonosa. |
| Joós István         | Dankó István                         | A Magneoton kiadó tulajdonosa. |
| Hódos Sándor        | Thuróczy Szabolcs                    | Jimmy menedzsere. |
| Vágó Imréné         | Tokai Andrea                         | Rendőrfőnök, a Zámbó család barátja. |
| Tóth Richárd        | Szalay Bence                         | Jimmy testőre. |
| Lagzi Lajcsi        | Elek Ferenc                          | A Dáridó műsorvezetője. |
| Pataky Attila       | Váta Lóránd                          | Az Edda Művek énekese. |
| Hulé Éva            | Csákányi Eszter                      | Jimmy barátja. |
| Zámbó Szebasztián   | Ujvári Bors                          | Jimmy és Edit idősebbik fia |
| Zámbó Szebasztián   | Kuna Márk (gyerek)                   | Jimmy és Edit idősebbik fia |
| Elek János          | Alföldi Róbert                       | Újságíró, aki Jimmy ellen van |
| Kincső              | Döbrösi Laura                        | Jimmy rajongója. |
| Markó               | Mikola Gergő                         | Kincső rokona. |
| Árpa Attila         | Adorjáni Bálint                      | Producer. |

### Mellékszereplők
| Név          | Színész        | Leírás                       |
| ------------ | -------------- | ---------------------------- |
| Hédi         | Pánczél Lilla  | Pultoslány a Casanova bárban |
| Zámbó Adrián | Takáts Marcell | Jimmy és Edit kisebbik fia   |

### További szereplők
- Agatics Antal – ápoló
- Bakos Éva – Kincső nagymamája
- Baksa Imre – gyászoló
- Bánóczi Zoltán – munkás
- Bánovics Ágnes – ledér nő
- Barkó József – gorilla
- Bartha Zsófia – Vera gyermeke 1986-ban
- Béres Miklós – Casanova bekiabáló
- Boldog Ágnes – táncoslány Zsuzsa
- Bölkény Balázs – munkás
- Cserna Lili – Zoltán Erika
- Csernák Norbert – haver
- Csuti Ádám – huligán
- David Yengibarian – ukrán üzletvezető
- Duna Orsolya – siófoki pincérnő
- Dunai Csenge – vokalista
- Előd Álmos – Delhusa Gjon
- Eger Tamás – Vera gyermeke 1980-ban
- Ficzere Béla – betegfelvételis
- Gados Béla – OSZK bizottsági tag
- Gerlits Réka – Abigél
- Gerner Csaba – biztonsági őr
- Gosztonyi Csaba – biztonsági őr
- Göttinger Pál – értelmiségi barát
- Gyurity István – Apeh ellenőr
- Hannus Zoltán – Köpeczi Béla miniszter
- Hartmann Teréz – OSZK titkárnő
- Hegedűs Miklós – Gábor atya
- Hirt Tamás – hulligán
- Horváth Csenge – Nő a rendezvényen
- Jámbor József – Casanova bekiabáló
- Katkó Ferenc – gorilla
- Keresztény Tamás – jófésült protekciós
- Kolnai Kovács Gergely – divatfotós
- Korek Mária – Sztojka Elvira
- Kósa Béla – operatőr
- Kosynus Tamás – ijedt vendég
- Kosznovszky Márton – Dáridó road
- Köves Dóra – gyászoló
- Lázár Balázs – abortuszbizottsági tag
- Linka Péter – rivális producer
- Lovas Dániel – részeg vendég
- Maday Gábor – Krisztián ügyvédje
- Márton Eszter – OSZK ügyintéző Fábiánkovicsné
- Molnár Mór – Vera gyermeke 1986-ban
- Mórocz Adrienn – műsorvezető
- Nagy-Bakonyi Boglárka – ukrán étterem pincérlány
- Oláh Zsuzsa – Lestyánné Margó
- Orbán Levente – agresszív vendég
- Páli Szabolcs – Punk
- Pásztor Dániel – Interpop asszisztens
- Pavletits-Kecskeméti Ágnes – Vera gyermeke 1980-ban
- Pelsőczy Réka – ügyvéd Koósné
- Peter Šrámek – gitáros a Casanovában
- Podlovics Laura – Rebeka
- Potocsny Andor – biztonsági őr
- Réti Adrienn – Dóra, RTL riporter
- Sarbó Kata – Juci
- Schlanger András – trafikos
- Soós Anett – Jutka néni
- Szécsi Bence – Geszti Péter, az Interpop porondmestere[4]
- Szilágyi Katalin – Vígadó szerkesztő
- Szima Éva – Falusi Mariann
- Szirmai Melinda – Joós titkárnője
- Szinovál Gyula – Presszófőnök
- Szőts Orsolya – Lang Györgyi
- Tarjányi Liza – csinos nő
- Tarr Judit – Anna néni barátnője
- Tóth Szilvia Andrea – rajongó
- Urbán Richárd – műsorvezető
- Valiszka László – szervező
- Varga József – halottlátó
- Varga Tamás – Gabi bácsi
- Virágh Panna – táncoslány
- Vlasits Barbara – Viki
- Urmai Gábor – Casanova bár kidobó
- Zámbó Krisztián – Srác a diszkóban
- Juhász Gergő – Prodán fia a keresztelőn

## Epizódok
A produkció egy tízrészes, lezárt történetű minisorozat. Az első rész premierje 2022. november 16-án volt az RTL+-on.
| #   | Cím      | Rendező                                | Író                                        | Premier            |
| --- | -------- | -------------------------------------- | ------------------------------------------ | ------------------ |
| 1.  | 1. rész  | Kovács Dániel Richárd                  | Zomborácz Virág, Akar Péter, Bárány Márton | 2022. november 16. |
| 2.  | 2. rész  | Kovács Dániel Richárd, Zomborácz Virág | Zomborácz Virág, Akar Péter, Bárány Márton | 2022. november 23. |
| 3.  | 3. rész  | Kovács Dániel Richárd, Zomborácz Virág | Zomborácz Virág, Akar Péter, Bárány Márton | 2022. november 30. |
| 4.  | 4. rész  | Kovács Dániel Richárd, Zomborácz Virág | Zomborácz Virág, Akar Péter, Bárány Márton | 2022. december 7.  |
| 5.  | 5. rész  | Kovács Dániel Richárd, Kovács István   | Zomborácz Virág, Akar Péter, Bárány Márton | 2022. december 14. |
| 6.  | 6. rész  | Kovács Dániel Richárd, Kovács István   | Zomborácz Virág, Akar Péter, Bárány Márton | 2022. december 21. |
| 7.  | 7. rész  | Kovács Dániel Richárd                  | Zomborácz Virág, Akar Péter, Bárány Márton | 2022. december 28. |
| 8.  | 8. rész  | Kovács Dániel Richárd                  | Zomborácz Virág, Akar Péter, Bárány Márton | 2023. január 4.    |
| 9.  | 9. rész  | Kovács Dániel Richárd                  | Zomborácz Virág, Akar Péter, Bárány Márton | 2023. január 11.   |
| 10. | 10. rész | Kovács Dániel Richárd                  | Zomborácz Virág, Akar Péter, Bárány Márton | 2023. január 18.   |

## Forgatási helyszínek
A Zámbó család házában történt jeleneteket az eredeti, Csepel Szent László utca 59. szám alatti házban forgatták, visszaállítva az akkori berendezéseket.

## Érdekességek
- Olasz Renátó és Staub Viktória korábban már játszottak együtt az Aranyélet című sorozatban, ahol szintén partnerek voltak.
- A gyerek Zámbó Jimmyt és a gyerek Zámbó Krisztiánt egy testvérpár, Markó Berzsián és Markó Kunó alakították.
- Lengyel Tamás karaktere, Vilmányi; illetve Döbrösi Laura karaktere, Kincső is több emberből lett összegyúrva.
- A sorozat 7. részében szerepel Jimmy fia, Zámbó Krisztián is.
- Néhány Casanovában forgatott jelenetben feltűnik Peter Šrámek mint a zenekar egyik tagja; aki a sorozatban Zámbó Jimmy énekhangja volt.
- A valóságban is létezett egy Elek János nevű újságíró. Viszont az újságíró nem azonos az Alföldi Róbert által alakított Elek Jánossal. Alföldi Róbert karaktere egy kitalált, fiktív személy, akivel a szakmát és a felsőbb réteget ábrázolták.

## Díjak
- Televíziós Újságírók Díja – Legjobb heti sorozat
- Televíziós Újságírók Díja – Legjobb színésznő – Schell Judit
- Televíziós Újságírók Díja – Legjobb színész – Olasz Renátó
- Fonogram – Magyar Zenei Díj – A Király dalai